# Az-Zarka
Az-Zarka (arab. الزرقاء, Az-Zarqāʾ) – miasto w północnej Jordanii, w zespole miejskim Ammanu, ośrodek administracyjny muhafazy Az-Zarka. Około 395 tys. mieszkańców. Trzecie co do wielkości miasto kraju.

## Położenie
Az-Zarka położone jest w dorzeczu rzeki Zarka, 24 kilometry na północny wschód od Ammanu.

## Historia
Mimo że teren ten był zamieszkiwany od I wieku naszej ery to miasto Zarka zostało założone dopiero w 1902 roku przez czeczeńskich imigrantów, którzy zostali w to miejsce przesiedleni po wojnach prowadzonych między Imperium Osmańskim, a Rosją. Osiedlili się wzdłuż rzeki Zarka. W tym samym czasie budowana była kolej Hidżaska, której stacja potem zamieni Az-Zarkę w istotny węzeł transportowy. 10 kwietnia 1905 roku gubernator osmański wydał dekret pozwalający Czeczenom posiadać ziemię, na której mieszkają. Od tego czasu populacja miasta zaczęła szybko rosnąć. 18 listopada 1928 roku nowo powstały jordański rząd wydał dekret ustanawiający pierwszą radę samorządową dla Az-Zarki.
Po stworzeniu Transjordan Frontier Force w 1926 brytyjska armia zbudowała kilka baz wojskowych w mieście, przez co miasto zaczęło być znane jako "miasto wojskowe". W Zarce stacjonował Legion Arabski.